# Раул Илидж Спорт Комплекс
Раул Илидж Спрот Комплекс на английски: Raoul Illidge Sports Complex) се намира в Кей Хил, район Кул дъ Сак на 3,5 км западно от сградата на общината във Филипсбург, Синт Маартен.
В непосредствена близост се намират две училища и главният медицински център на Синт Маартен.
Многофункционалният стадион е открит през 1987 г. като разполага с капацитет от 3000 места. Носи името на местен филантроп, положил основите на комплекса и допринесъл финасово за неговото изграждане с 800 000 антилски гулдена (около 450 000 долара).
През юли 2013 г. стадионът временно е затворен за реконструкция. Добавена е лекоатлетическа писта, подменено е осветлението, обновени са сградите прилежащи към комплекса. На 7 март 2014 г. съоръжението е открито с тържествена церемония. Лентата е прерязана от премиера премиера на Синт Маартен Сара Уескоп-Уйлямс и министъра на младежта, културата и спорта Патрисия Луренс-Филип.
През 2017 г. ураганът „Ирма“ нанася големи поражения върху целия остров, включително пристанището и спортния комплекс. Въпреки това стадиона продължава да се използва от всички девет клуба играещи на острова, включително и националния отбор на Синт Маартен.